# Эустротт

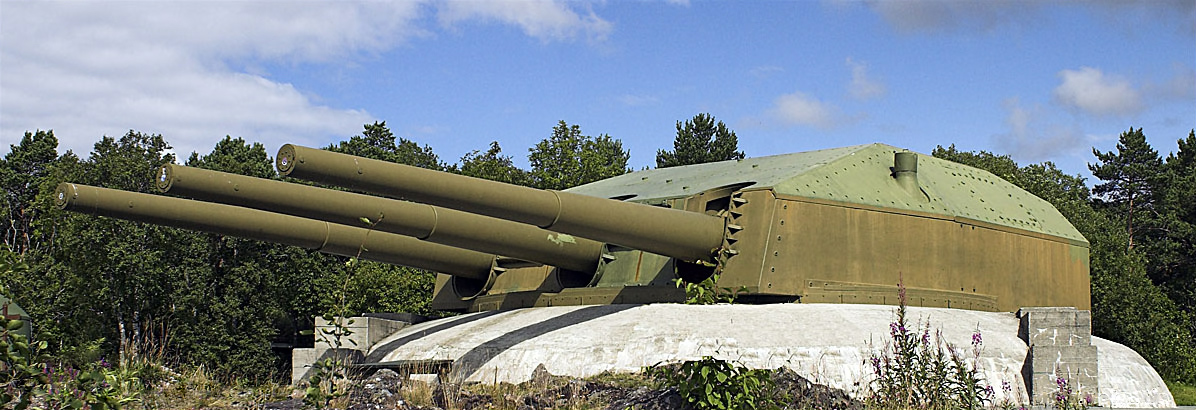
Кормовая башня линкора Гнайзенау, вооруженная тремя орудиями 28 cm SKC/34

Процесс заряжания орудия

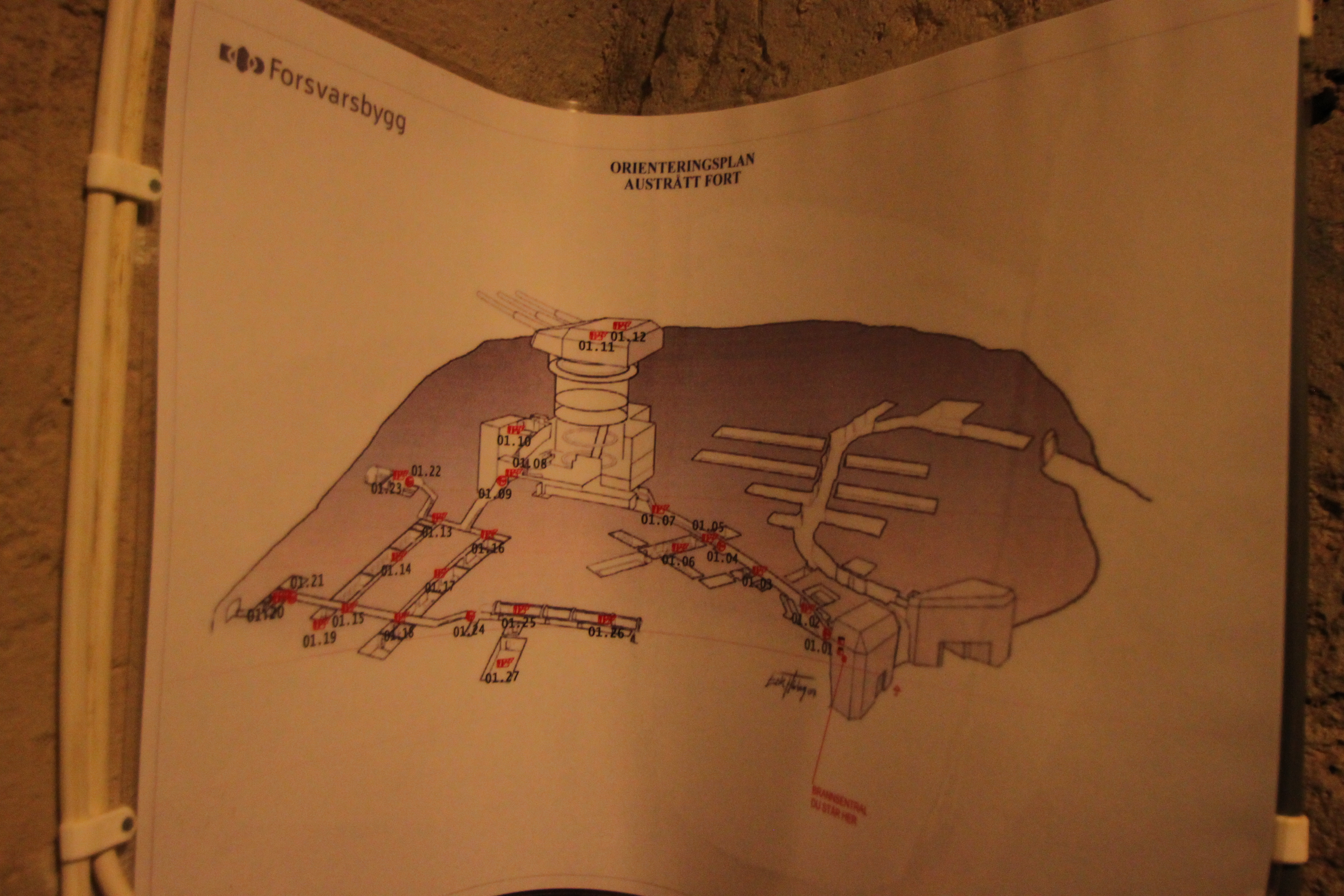
Схема подземных коммуникаций форта Эустротт

Форт Эустротт (норв. Austrått fort) — форт  береговой артиллерии времён Второй мировой войны, расположенный в норвежской коммуне Эрланн. Он был построен в 1942 году во время немецкой оккупации Норвегии вермахтом для защиты входа в Тронхеймс-фьорд. Главной частью форта является башня 283-миллиметрового корабельного артиллерийского орудия 28 cm SKC/34 с немецкого линкора «Гнайзенау», который был повреждён в Киле. Башня с тремя орудиями весит более 800 тонн, она была способна стрелять на 38 километров. Последние стрельбы состоялись в 1953 году, а сам форт был списан в 1968-м. В 1991 году в форте открыт музей.

## История
Огромная орудийная башня первоначально была установлена на немецком линкоре «Гнайзенау», который был снабжён тремя орудийными башнями этого типа. Когда судно понесло ущерб в порту Киля в 1942-м, было принято решение поместить одну из орудийных башен в форте Эустротт. Другие два орудия применили на острове Сотра за пределами Бергена и в Нидерланды соответственно. Однако до наших дней сохранилось только орудие в форте Эустротт, что делает его уникальным в Европе. Башня состоит из трёх орудий, ствол каждого ствола весит более 50 тонн. Орудийная башня, которая вращается на стальных шарах (15 см в диаметре), имеет боепитание через подъёмник, уходящий в глубину шахты на 15 метров. Для того, чтобы проделать в скальной породе отверстие для заливки бетонного основания, использовали взрывчатку и труд военнопленных из Югославии (большинство из которых были партизанами). Руководили работами немецкие инженеры. Помимо самого орудия и механизма заряжания в бункере под землёй были помещения для расквартирования гарнизона, общественная столовая, склад боеприпасов, санитарные комнаты и машинные отделения с приводными двигателями для наводки орудий. Форт Эустротт был закрыт как оборонная установка в 1968 году, но обслуживание продолжалось до 1977-го. После его восстановления в 1990 году ответственность за орудийную башню была передана муниципалитету коммуны Эрланн.